# Лондонская система
Лондонская система — шахматный дебют, начинающийся ходами: 
1. d2-d4 d7-d5
2. Кg1-f3 Кg8-f6
3. Cc1-f4
Относится к закрытым началам. Лондонская система появилась в XIX веке. Первая сохранившаяся партия — Лабурдонне — Мак-Доннелл (Лондон, 1834). Этот поединок был начат ходами 1.d4 d5 2.Сf4 c5 3.e3 Кc6 4.Кf3 Сg4 5.Сe2 Сxf3 6.Сxf3 e6 7.c4

## Описание
Лондонская система характеризуется крепким построением белых: d4-Кf3-Сf4-e3-c3-h3. Это универсальная система, пригодная против почти любого ответа чёрных.

## История
Британско-американский Джеймс Мейсон был первым игроком уровня мастер, который регулярно использовал лондонскую систему, в том числе на турнире strong 1882 в Вене (где он занял третье место), а затем на турнирах в Лондоне (1883) и Нью-Йорке (1889). Дебют не прижился и в последующие десятилетия получил ограниченное распространение в мастер-плей. Однако она с некоторой регулярностью появлялась в играх некоторых мастеров, включая Ф. Дж. Ли, Джозефа Генри Блэкберна и Акибы Рубинштейна.
Название Лондонская система происходит от повторного появления дебюта семь раз на очень сильном лондонском турнире 1922 года, в том числе в партиях Хосе Рауля Капабланки, Александра Алехина и Акибы Рубинштейна. После этого турнира дебют оставался редкостью в практике мастеров, но лондонский сетап вскоре стал стандартным ответом черных на дебют Рети (эта линия была названа нью-Йоркской вариацией, после ее использования в игре Рети–Капабланка во время турнира 1924 года в Нью-Йорке).
Хотя лондонская система остается редкостью в турнирах гроссмейстеров, в нее время от времени играли такие игроки, как Бент Ларсен, Тони Майлз, Теймур Раджабов, Владимир Крамник и Фабиано Каруана, и более часто такие игроки, как Гата Камский, Левон Аронян и Магнус Карлсен. В 21 веке лондонская система стала популярной среди игроков клубного уровня из-за ее солидного характера, четких планов и отсутствия агрессивных реакций черных. Одной из самых известных игр 21 века с использованием лондонской системы был 6-й тур чемпионата мира по шахматам 2023 года между Дин Лиреном и Яном Непомнящим.

## Примеры игр
Гата Камски против Сэмюэл Шенкленд; Стербридж, Массачусетс 2014:
1.d4 Nf6 2.Bf4 d5 3.e3 e6 4.Nd2 c5 5.c3 Nc6 6.Ngf3 Bd6 7.Bg3 0-0 8.Bd3 Qe7 9.Ne5 Nd7 10.Nxd7! Bxd7 11.Bxd6 Qxd6 12.dxc5 Qxc5? 13.Bxh7+!! Kxh7 14.Qh5 + Kg8 15.Ne4 Qc4 16.Ng5 Rfd8 17.Qxf7 + Kh8 18.Qh5+ Kg8 19.Rd1! e5 20.Qf7+ Kh8 21.e4 Ne7 22.Qxe7 Bb5 23.Rd2 Qxa2 24.Qf7 Qa1+ 25.Rd1 Qxb2 26.Qh5 + Kg8 27.Qh7+ Kf8 28.Qh8+ Ke7 29.Qxg7+ Kd6 30.Rxd5+ Kc6 31.Qf6+ 1-0[11]
Магнус Карлсен против Евгений Томашевский, Вейк-ан-Зее в 2016 году:
1.d4 Nf6 2.Nf3 e6 3.Bf4 b6 4.e3 Bb7 5.h3 Be7 6.Bd3 0-0 7,0-0 c5 8.c3 Nc6 9.Nbd2 d5 10.Qe2 Bd6 11.Rfe1!? Ne7?! 12.Rad1 Ng6?! 13.Bxg6! hxg6 14.Bxd6! Qxd6 15.Ne5 g5 16.f4!! gxf4 17.Rf1! Nd7! 18.Qh5! Nf6?! 19.Qh4! Qd8 20.Rxf4 Ne4? 21.Nxe4 Qxh4 22.Rxh4 dxe4 23.dxc5 bxc5 24.Rd7! Rab8 25.b3! a5 26.Rc7 a4 27.bxa4 Ba8 28.a5 Rb7 29.Rxc5 Ra7 30.Nc4 1-0 (Черные уходят)[12]
Дин Лирен против Ян Непомнящий, Астана, КАЗ, чемпионат мира 2023:
1.d4 Nf6 2.Nf3 d5 3.Bf4 c5 4.e3 Nc6 5.Nbd2 cxd4 6.exd4 Bf5 7.c3 e6 8.Bb5 Bd6 9.Bxd6 Qxd6 10.0-0 0-0 11 .Re1 h6 12.Ne5 Ne7 13.a4 a6 14.Bf1 Nd7 15.Nxd7 Qxd7 16.a5 Qc7 17.Qf3 Rfc8 18.Ra3 Bg6 19.Nb3 Nc6 20.Qg3 Qe7 21.h4 Re8 22.Nc5 e5 23.Rb3 Nxa5 24.Rxe5 Qf6 25.Ra3 Nc4 26.Bxc4 dxc4 27.h5 Bc2 28. Nxb7 Qb6 29.Nd6 Rxe5 30.Qxe5 Qxb2 31.Ra5 Kh7 32.Rc5 Qc1 + 33.Kh2 f6 34.Qg3 a5 35.Nxc4 a4 36.Ne3 Bb1 37.Rc7 Rg8 38.Nd5 Kh8 39.Ra7 a3 40.Ne7 Rf8 41.d5 a2 42.Qc7 Kh7 43.Ng6 Rg8 44.Qf7 1-0 (Черные сдаются)[13]

## Варианты
- против защиты Грюнфельда: 1.d4 Кf6 2.Сf4 g6 3.e3 Сg7 4.Кf3 0-0
- против Староиндийской защиты: 1.d4 Кf6 2.Сf4 g6 3.e3 Сg7
- против Новоиндийской защиты: 1.d4 Кf6 2.Сf4 e6 3.Кf3 b6
- против защиты Бенони: 1.d4 Кf6 2.Сf4 c5
- против Голландской защиты: 1.d4 f5 2.Кf3 Кf6 3.Сf4
- против Славянской защиты: 1.d4 d5 2.Сf4 Кf6 3.e3 Сf5 4.c4